# Matthew Riccitello
Matthew Riccitello (ur. 5 marca 2002 w Tucson) – amerykański kolarz szosowy.

## Osiągnięcia
Opracowano na podstawie:

2019
- 2. miejsce w mistrzostwach Stanów Zjednoczonych juniorów (jazda indywidualna na czas)

2022
- 1. miejsce na Istarsko Proljeće

2023
- 1. miejsce w klasyfikacji młodzieżowej Vuelta a San Juan
- 4. miejsce w Tour de l'Avenir
  - 1. miejsce na etapie 7a

2024
- 5. miejsce na Tour de Suisse
- 1. miejsce w klasyfikacji młodzieżowej Sibiu Cycling Tour

2025
- 1. miejsce w Sibiu Cycling Tour
  - 1. miejsce w klasyfikacji górskiej
  - 1. miejsce na 2. etapie

## Rankingi
| Rok              | 2021  | 2022 | 2023 | 2024 |
| ---------------- | ----- | ---- | ---- | ---- |
| World Ranking    | 1969. | 919. | 392. | 185. |
| UCI America Tour | 333.  | 98.  | 38.  | 21.  |
|                  |       |      |      |      |
| Źródło: UCI      |       |      |      |      |